# Violette pijlstaartrog
De violette pijlstaartrog of de pelagische pijlstaartrog (Pteroplatytrygon violacea) is de enige soort van het geslacht Pteroplatytrygon van de familie Dasyatidae. Deze pijlstaartrog komt overal in de wereldzeeën voor in gematigde en (sub)tropische wateren over de hele wereld (zie verspreidingskaartje). Deze pijlstaartrog is geen bodemvis, maar een rog die net als de adelaarsroggen een pelagische leefwijze heeft.

## Beschrijving
De volwassen exemplaren kunnen 160 cm (inclusief staart) lang worden en 80 cm breed. De violette pijlstaartrog is volwassen bij een lengte tussen de 40 en 50 cm, de gemiddelde lengte is 110 cm. Opvallend aan de violette pijlstaartrog is de kleur: egaal grijs tot blauw-paars-groen over het hele lichaam en verder de grote, wigvormige borstvinnen die een grotere breedte dan lengte hebben. De ogen, in tegenstelling tot andere pijlstaartroggen, zijn niet zo prominent aanwezig. In de bek (gelegen aan de buikzijde) zitten 25-34 rijen tanden in de bovenkaak en in de onderkaak 25-31. De tanden zijn scherp en puntig en zijn meer geschikt voor het afbijten dan voor het vermalen en kneuzen van prooien (zoals bij de bodembewonende soorten pijlstaartroggen). De staart is lang en zweepvormig met een of twee giftige stekels.

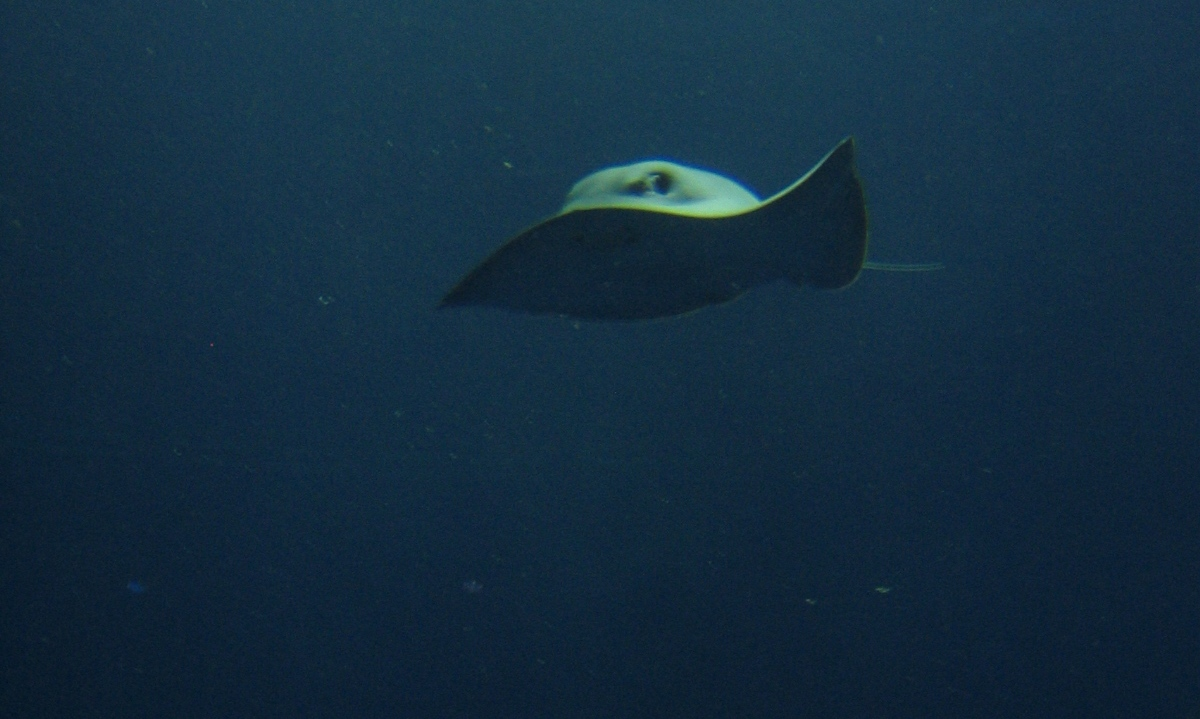
Violette of pelagische pijlstaartrog in het Monterey Bay Aquarium

De violette pijlstaartrog is een wendbare zwemmer die zich voedt met kleine vissen, inktvis, kwallen en pelagisch levende kreeftachtigen. Hij leidt de prooi naar de bek met behulp van de borstvinnen. Deze pijlstaartrog komt voor in diep water en zwemt op een diepte tussen de 1 en 100 m. Er zijn ook exemplaren op grotere diepte gevangen, tot 380 meter onder het wateroppervlak. De soort is eierlevendbarend en trekt naar warmere wateren om jongen te werpen.

## Taxonomie en afstamming
De violette pijlstaartrog werd eerst beschreven door de Franse natuurkenner Charles Lucien Bonaparte als Trygon violacea. Het geslacht Trygon ging later op in het grote geslacht Dasyatis. In 1910 plaatste de Amerikaanse zoöloog Henry Weed Fowler de violette pijlstaartrog in een speciaal geslacht Pteroplatytrygon. Dit woord is afgeleid van het Oudgreekse pteron (vleugel), platy (breed) en trygon (pijlstaartrog).

## Relatie tot de mens
De violette pijlstaartrog wordt als bijvangst gevangen bij de langelijnvisserij op onder andere tonijn. Deze pijlstaartroggen worden meestal over boord gegooid, maar omdat ze uit vrees voor de giftige stekel op weinig zachtzinnige wijze van de haak worden gehaald, hebben deze roggen een lage overlevingskans. Desondanks heeft de beroepsvisserij geen negatieve invloed op de populatiegrootte en daarom staat de violette pijlstaartrog als niet bedreigd op de internationale rode lijst.